# Halowe Mistrzostwa Europy w Lekkoatletyce 2013 – bieg na 60 m przez płotki kobiet
Bieg na 60 metrów przez płotki kobiet – jedna z konkurencji rozegranych podczas halowych lekkoatletycznych mistrzostw Europy w hali Scandinavium w Göteborgu.

## Rekordy
| Rekord świata                        | Susanna Kallur      | 7,68 | Karlsruhe, Niemcy        | 10 lutego 2008   |
| Rekord Europy                        | Susanna Kallur      | 7,68 | Karlsruhe, Niemcy        | 10 lutego 2008   |
| Rekord mistrzostw Europy             | Ludmiła Narożylenko | 7,74 | Glasgow, Wielka Brytania | 4 marca 1990     |
| Najlepszy wynik na świecie w sezonie | Brianna Rollins     | 7,78 | Clemson, USA             | 11 stycznia 2013 |
| Najlepszy wynik w Europie w sezonie  | Julija Kondakowa    | 7,93 | Moskwa, Rosja            | 3 lutego 2013    |

## Terminarz
| Data    | Godzina |            |
| ------- | ------- | ---------- |
| 1 marca | 11:30   | Eliminacje |
| 1 marca | 18:20   | Półfinał   |
| 1 marca | 19:55   | Finał      |

## Rezultaty
| NR – rekord kraju \| WL – najlepszy tegoroczny wynik na listach światowych \| EL - najlepszy tegoroczny wynik na listach europejskich |
| SB – najlepszy wynik w sezonie \| PB – rekord życiowy                                                                                 |

### Eliminacje
Rozegrano 3 biegi eliminacyjne, do których przystąpiły 24 płotkarki. Awans do półfinału dawało zajęcie jednego z pierwszych czterech miejsc w swoim biegu (Q). Skład półfinałów uzupełniły cztery zawodniczki z najlepszymi czasami wśród przegranych (q).

#### Bieg 1
| Poz. | Tor | Zawodniczka      | Reprezentacja | Czas | Uwagi |
| ---- | --- | ---------------- | ------------- | ---- | ----- |
| 1    | 6   | Nevin Yanıt      | Turcja        | 8,01 | Q     |
| 2    | 7   | Derval O’Rourke  | Irlandia      | 8,05 | Q,    |
| 3    | 4   | Eline Berings    | Belgia        | 8,08 | Q     |
| 4    | 8   | Marzia Caravelli | Włochy        | 8,09 | Q     |
| 5    | 2   | Eva Vital        | Portugalia    | 8,20 | PB    |
| 6    | 5   | Elisa Leinonen   | Finlandia     | 8,23 |       |
| 7    | 1   | Marina Tomić     | Słowenia      | 8,34 |       |
| —    | 3   | Alice Decaux     | Francja       | DSQ  |       |

#### Bieg 2
| Poz. | Tor | Zawodniczka       | Reprezentacja | Czas | Uwagi |
| ---- | --- | ----------------- | ------------- | ---- | ----- |
| 1    | 1   | Julija Kondakowa  | Rosja         | 8,07 | Q     |
| 2    | 4   | Lucie Škrobáková  | Czechy        | 8,07 | Q     |
| 2    | 3   | Sara Aerts        | Belgia        | 8,07 | Q     |
| 4    | 2   | Micol Cattaneo    | Włochy        | 8,09 | Q, =  |
| 5    | 8   | Nadine Hildebrand | Niemcy        | 8,12 | q     |
| 6    | 6   | Nooralotta Neziri | Finlandia     | 8,13 | q     |
| 7    | 5   | Hanna Płoticyna   | Ukraina       | 8,20 | q     |
| 8    | 7   | Ivana Lončarek    | Chorwacja     | 8,22 | PB    |

#### Bieg 3
| Poz. | Tor | Zawodniczka        | Reprezentacja | Czas | Uwagi |
| ---- | --- | ------------------ | ------------- | ---- | ----- |
| 1    | 8   | Alina Tałaj        | Białoruś      | 8,02 | Q     |
| 2    | 5   | Veronica Borsi     | Włochy        | 8,05 | Q     |
| 3    | 6   | Swietłana Topilina | Rosja         | 8,10 | Q     |
| 4    | 1   | Sharona Bakker     | Holandia      | 8,11 | Q     |
| 5    | 7   | Isabelle Pedersen  | Norwegia      | 8,18 | q,    |
| 6    | 4   | Noemi Zbären       | Szwajcaria    | 8,21 | PB    |
| 7    | 3   | Reïna-Flor Okori   | Francja       | 8,22 |       |
| 8    | 2   | Lotta Harala       | Finlandia     | 8,23 |       |

### Półfinały
Rozegrano 2 biegi półfinałowych, w których wystartowało 16 płotkarek. Awans do finału dawało zajęcie jednego z pierwszych czterech miejsc w swoim biegu (Q).

#### Półfinał 1
| Poz. | Tor | Zawodniczka       | Reprezentacja | Czas | Uwagi |
| ---- | --- | ----------------- | ------------- | ---- | ----- |
| 1    | 3   | Julija Kondakowa  | Rosja         | 8,00 | Q     |
| 2    | 4   | Alina Tałaj       | Białoruś      | 8,02 | Q     |
| 3    | 8   | Micol Cattaneo    | Włochy        | 8,08 | Q,    |
| 4    | 7   | Nooralotta Neziri | Finlandia     | 8,09 | Q     |
| 5    | 6   | Lucie Škrobáková  | Czechy        | 8,09 |       |
| 6    | 2   | Marzia Caravelli  | Włochy        | 8,12 |       |
| 7    | 5   | Sara Aerts        | Belgia        | 8,14 |       |
| 8    | 1   | Isabelle Pedersen | Norwegia      | 8,22 |       |

#### Półfinał 2
| Poz. | Tor | Zawodniczka        | Reprezentacja | Czas | Uwagi |
| ---- | --- | ------------------ | ------------- | ---- | ----- |
| 1    | 5   | Nevin Yanıt        | Turcja        | 7,94 | Q,    |
| 2    | 6   | Veronica Borsi     | Włochy        | 7,96 | Q,    |
| 3    | 4   | Eline Berings      | Belgia        | 7,98 | Q     |
| 4    | 3   | Derval O’Rourke    | Irlandia      | 8,00 | Q,    |
| 5    | 7   | Sharona Bakker     | Holandia      | 8,05 | SB    |
| 6    | 2   | Nadine Hildebrand  | Niemcy        | 8,11 |       |
| 7    | 8   | Swietłana Topilina | Rosja         | 8,11 |       |
| 8    | 1   | Hanna Płoticyna    | Ukraina       | 8,16 | PB    |

### Finał
| Poz. | Tor | Zawodniczka       | Reprezentacja | Czas | Uwagi |
| ---- | --- | ----------------- | ------------- | ---- | ----- |
|      | 3   | Nevin Yanıt       | Turcja        | 7,89 | EL    |
|      | 5   | Alina Tałaj       | Białoruś      | 7,94 | =     |
|      | 4   | Veronica Borsi    | Włochy        | 7,94 | NR    |
| 4    | 2   | Derval O’Rourke   | Irlandia      | 7,95 | SB    |
| 5    | 6   | Julija Kondakowa  | Rosja         | 7,99 |       |
| 6    | 8   | Eline Berings     | Belgia        | 8,08 |       |
| 7    | 7   | Micol Cattaneo    | Włochy        | 8,11 |       |
| 8    | 1   | Nooralotta Neziri | Finlandia     | 8,19 |       |